# Krîte, Muncaci
Krîte (în ucraineană Крите) este un sat în comuna Puzneakivți din raionul Muncaci, regiunea Transcarpatia, Ucraina.

## Demografie
Componența lingvistică a localității Krîte
     Ucraineană (100%)
Conform recensământului din 2001, toată populația localității Krîte era vorbitoare de ucraineană (100%).